# Alois Bejblík
Alois Bejblík (2. ledna 1926 Praha – 23. června 1990 tamtéž) byl český anglista, překladatel a teatrolog.

## Život
Odmaturoval v roce 1945 na gymnáziu v Praze, poté studoval na Filozofické fakultě Univerzity Karlovy anglistiku, bohemistiku a srovnávací literaturu. Po roce 1950 krátce vyučoval matematiku a tělocvik na gymnáziu v České Lípě, poté pracoval ve Státním ústavu důchodového zabezpečení. V roce 1960 zastupoval Československo v Mezinárodním úřadu práce v Ženevě. V roce 1967 strávil rok jako stipendista v Cambridge. Od roku 1970 se věnoval zejména literatuře. Od roku 1983 vyučoval na DAMU. V roce 1987 se stal dramaturgem Divadla F. X. Šaldy v Liberci. Zemřel v roce 1990 na následky autonehody.
Překládal z angličtiny, francouzštiny a italštiny. Překládal alžbětinskou renesanční poezii, dramata a prózu. Spolupracoval na edici Alžbětinské divadlo.